# Rebelka
Rebelka (v anglickém originále Brave) je americká animovaná pohádka z roku 2012 studia Pixar distribuovaný firmou Walt Disney Pictures. Režii snímku provedli Mark Andrews a Brenda Chapman, která byla i spoluautorkou scénáře. Hudbu složil Patrick Doyle. Snímek získal Zlatý glóbus a Oscara pro rok 2012 za nejlepší animovaný film.
Děj pohádkově a mysteriózně laděného snímku pojednává o fiktivním rodinném konfliktu, který proběhne mezi pradávnou skotskou královnou-matkou Elinor a její prvorozenou dcerou princeznou Meridou. Odehrává se někdy na konci starověku ve Skotsku, v období kdy vznikaly první skotské legendy, báje a pověsti. V komediální rovině pak paroduje některé současné skotské zvyky a obyčeje.

## České znění
- Překlad: Vojtěch Kostiha
- Zvuk: Guillermo Teillier
- Hudební režie: Ondřej Izdný
- Režie: Vojtěch Kotek

## Hrají
- Alena Kokrdová – Peigi Barker (princezna Merida, dětský věk)
- Barbora Šedivá – Kelly Macdonaldová (princezna Merida, dospělý věk)
- Simona Postlerová – Emma Thompson (královna Elinor)
- Karel Heřmánek – Billy Connolly (král Fergus)
- Luba Skořepová – Julie Waltersová (čarodějnice)
- Ota Jirák – Kevin McKidd (lord MacGuffin)
- Martin Stropnický – Craig Ferguson (lord Macintosh)
- Pavel Zedníček – Robbie Coltrane (lord Dingwall)
- Vojtěch Rohlíček – Callum O'Neill (mladý lord Dingwall)
- Lukáš Pavlásek – Kevin McKidd (mladý lord MacGuffin)
- Marek Hrazdil – Steven Cree (mladý lord Macintosh)
- Vojtěch Kotek – Steve Purcell (havran)

## Zpívají
- Lucie Vondráčková – píseň Kdy vzlétnu já (My Spirit Flies)
- Radka Fišarová

## Děj

### Dětství
Rusovlasá princezna Merida, princezna z DunBrochu, je prvorozená dcera skotského krále Ferguse a královny Elinor. Již od útlého dětství je velmi živá, temperamentní, svéhlavá a impulzivní dívka. Děj snímku začíná v době jejího dětství v den jejích narozenin, kdy od svého otce Frguse dostane jako dárek svůj první luk a začne se poprvé učit lukostřelbě. Merida vystřelí svůj první šíp, který jí zaletí do hlubokého lesa. Vydá se najít svůj ztracený šíp, přitom zde poprvé narazí na světélkující bludičky. Týž den však rodinu napadne velký a zlý medvěd Mordu, který těžce poraní krále Ferguse tak, že přijde o levou nohu, královna Elinor společně s dcerou Meridou však před medvědem stačí uprchnout na koni pryč.

### Dospělost
Další děj se odehrává v době princeznina dospívání v době, kdy je jí 16 let. Z princezny Meridy se stala výborná lučištnice, jezdkyně na koni a bojovnice s mečem. Velmi ráda se toulá po lesích, leze po skalách a vysedává na břehu horského jezera. Její bodrý tatínek král Fergus nosí na své levé noze protézu. Kromě ní do královské rodiny přibyli i tři nezbední a nenechaví rusovlasí bratříčkové, tři malí velmi rozverní princové Harris, Hubert a Hamish, které má Merida velice ráda a je vůči jejich dětským alotriím schovívavá. Matka královna Elinor nicméně svoji dceru vychovává jakožto budoucí dámu, ženu vladaře, princeznu a možnou královnu. Vychovává ji direktivně podle svého a k obrazu svému, o tužby, přání a pocity své dospívající dcery Meridy se ale pramálo zajímá. V rámci této výchovy jí také vypráví prastarou legendu o čtyřech princích, jejichž královská říše zanikla poté, co po otcově smrti se nejstarší syn pokusil, v rozporu s otcovým přáním, získat všechnu královskou moc pouze pro sebe. Konečnou konfliktní situaci v rodině pak královna Elinor způsobí tím, že odešle dopis třem spřáteleným klanům kvůli Meridiným plánovaným královským zásnubám aniž by jí o tom cokoliv řekla.
Poté, na podkladě královniny písemné pozvánky, po horském jezeře připlují na oficiální návštěvu tři lodě se třemi lordy a jejich syny, silný MacGuffin, bručivý Macintosh a hádavý Dingwall. Merida se ale vdávat vůbec nechce, krom toho se jí ani jeden z mladých lordů vůbec nezamlouvá. Proto ona sama navrhne po úvodním oficiálním uvítání v trůnním sále, že o její ruku budou soutěžit prvorození potomci z přítomných rodů, sama pak navrhne velký královský závod v její oblíbené lukostřelbě. Aby úmyslně porušila tradici a dala tak ostře najevo svůj nesouhlas, sama se, jakožto prvorozená ze slavného klanu DunBrochů, zúčastní této soutěže o ruku princezny z DunBrochu, tedy soutěží o svoji vlastní ruku. Stane se tak v rozporu se všemi pravidly a k všeobecné nelibosti všech přítomných a zejména matky Elinor. Celou soutěž pak vyhraje, což skončí prudkou rodinnou hádkou. Matku její vzpurné chování nakonec rozzuří natolik, že jí posléze její luk hodí do ohně v krbu. Merida se také rozzuří a  rozetne mečem královnou Elinor vyšitou tapiserii, na které je vyobrazena ona sama společně s oběma svými královskými rodiči. Poté uteče pryč, usedne na svého koně Anguse a odjede na něm z hradu pryč do lesa.
V lese se opět setká s bludičkami, které ji nejprve zavedou na tajemné obřadní místo (dosti podobné proslulému britskému Stonehenge), pak jí odtud zavedou i do blízkého obydlí čarodějnice.
Čarodějnice se nejprve snaží předstírat, že je jen pouhá řezbářka (fakticky ale vyřezává jen samé postavy medvědů). Poté, co Merida spatří kouzelné koště, které samo zametá a objeví se čarodějnický pomocník v podobě havrana (krkavce), se čarodějnice ke svému čarodějnictví přizná. Nejprve se ale snaží princezně prodat něco ze svých řezbářských výtvorů, když to Merida odmítne, snaží se jí násilím vyhnat pryč. Posléze když Merida řekne, že koupí všechny řezbářské výrobky + 1 kouzlo, čarodějnice ustoupí. Poté, co jí ale Merida sdělí, že potřebuje kouzlo, které by změnilo její matku královnu, a tím změnilo i její vlastní osud, čarodějnice utrousí, že prince a princezny nerada dělá, že bylo mnoho reklamací a že poslední byl princ, který si od ní koupil mahagonové prkénko od záchodu. Nicméně nakonec kouzlo (za asistence svého čarodějnického pomocníka havrana/krkavce) vytaví a upeče v magickém kotli do podoby kouzelného koláčku. Nicméně Meridě ke kouzlu samotnému vůbec nic důležitého nesdělí.
Medida se s koláčkem vrátí do otcova hradu, podstrčí jej matce "na usmířenou" k snědku. Kouzlo postupně zapůsobí a královna se opravdu změní z člověka ve velkou hnědou medvědici. Tři malí princové pomohou Meridě matku-medvědici vyvést z hradu pryč před králem Fergusem, který je medvědobijec. Za odměnu jim Merida dovolí sníst v kuchyni co zde najdou (což je jejich oblíbená kratochvíle). Malí princové zde pak objeví zbytek kouzelného koláčku, po jeho ochutnání se také oni promění ve 3 malá medvíďata. Zoufalá Merida s matkou Elinor unikne otci a i všem dalším mužům-medvědobijcům. Za pomocí svých tří bratříčků, vyvede matku-medvědici z hradu do lesa. Zde společně stráví několik dní. Merida je obě živí lovem zvěře a ryb, učí matku poznávat přírodu a lovit i jíst ryby a lesní plody. Snaží se také najít chaloupku čarodějnice, neboť nutně touží zjistit jak se dá matka odčarovat zpět. Při jedné z výprav do lesa pak obě skutečně čarodějnou chýši najdou – čarodějnice však není osobně přítomna, nicméně jí však její obraz v čarodějném kotli napoví možné řešení. Obraz z kotle jí sdělí, že návrat do původního stavu je možný do 2. východu slunce, jinak se stane kouzlo trvalým. Kromě toho jí sdělí i nápovědu: "Chceš-li změnit osud Váš, zpřetrhaná pouta svaž".
Na skutečné řešení svého problému pak Merida přijde poté, co je bludičky zavedou na neznámé osamělé místo, kde naleznou dávnou zříceninu starého zaniklého hradu. Merida zde spadne do sklepního podzemí, kde najde prasklý reliéfní výjev pocházející z pradávné minulosti, který jí napoví správné řešení jejich problému. Na prasklém kamenném reliéfu je vyobrazen nejstarší princ, který se po otcově smrti oddělil od ostatních 3 bratrů-princů a způsobil tak zánik království. Merida přijde na to, že je nutno obnovit zpřetrhaná pouta, obnovit staré zpřetrhané rodinné vztahy. V troskách starého hradu však na ni číhá velký strašný medvěd Mordu, kterému s vypětím všech sil obě uniknou, matka-medvědice Meridu na svých zádech odnese pryč. Aby vše napravily, vydají se společně s matkou-medvědicí zpátky na svůj hrad klanu Dunbrochů, kde Merida hodlá sešít poničenou tapiserii s obrazem jejich rodiny – symbol poničených rodinných vztahů.
Nicméně v hradu se lordi s králem škorpí a hádají, bojují spolu různé souboje a vedou všeliké válečnické hry. Merida vstoupí doprostřed této válečné vřavy a pronese, k velké radosti matky Elinor o otce Ferguse, ke všem přítomným státnický proslov a zajistí tak klid a vzájemný smír, všem se také omluví za své nevhodné chování, které jim vysvětlí. Zde se zachová, k radosti své matky, jako skutečná budoucí dáma (možná budoucí královna). Svou královskou řečí odvede pozornost všech přítomných mužů natolik, že také umožní matce-medvědici, aby za jejich zády nepozorovaně pronikla do jedné z komnat hradu. Merida se pak s matčinou pomocí snaží sešít poničenou tapiserii, nicméně je zde obě dvě objeví král Fergus. Nevěří Meridě, že medvědice je zakletá královna Elinor a začne s medvědicí bojovat. Ta poplašená uteče z hradu pryč, všichni přítomní muži ji společně pronásledují. Král však Meridu zamkne v komnatě a klíč nechá u komorné, které zakáže Meridu pustit ven. Merida je nucena nejen urychleně sešít tapiserii, ale i sehnat klíč, aby se dostala ven. V tom jí pomůžou její tři malí bratříčci-medvíďata. Lstí získají od komorné klíč a Meridu osvobodí. Všichni společně pak nasednou na Meridina koně Enguse a upalují za muži zachránit matku Elinor. Merina během jízdy sešívá poničenou tapiserii. Muži nakonec medvědici doženou a spoutají lany na starobylém obřadním místě. Sem nakonec dorazí i Merida, zde svoji matku brání i proti svému rozzuřenému otci, který nemůže uvěřit, že to není žádná medvědice, ale zakletá královna, jeho žena. Nakonec vše vyřeší velký strašný medvěd Mordu, který je všechny přepadne. Král Fergus s ním neúspěšně bojuje, pomocí meče a luku s ním bezúspěšně bojuje i sama Merida. Když už se zdá, že medvěd Mordu Meridu přemůže a zakousne, matka-medvědice se vyrve ze všech pout a začne s velkým medvědem Morduem sama zápasit, nakonec se jí ho podaří udolat – na velkého medvěda se zřítí jeden z obřadních kamenů a zahubí jej. Z medvěda se uvolní duch zakletého prince, o kterém se zmiňovala čarodějnice (což možná byla ona zmíněná reklamace kouzla), o kterém také vyprávěly ony dávné legendy a jenž pocházel z oné tajemné zříceniny v lese.
Merida pochopí, že zde do 2. východu slunce může matku a bratry odčarovat zpět. Přikryje matku sešitou tapiserií, matce se omluví a v slzách ji poprosí o odpuštění, řekne že jí má ráda a poprosí, aby ji kouzlo vrátilo zpět. Což se nakonec i stane. Matka i malí princové se pod prvními slunečními paprsky promění zpět do lidské podoby. Všichni čtyři, včetně královny Elinor, jsou ale úplně nazí.
Obě dvě ženy se však změnily a začnou si navzájem rozumět – Merida konečně dospěla v ženu a Elinor pochopila svoji chybu, kterou udělala při výchově své dcery. Obě společně pak vyšívají novou tapiserii se zrzavou princeznou Meridou a velkou medvědicí Elinor. Lordi odjíždějí na lodích zpět domů, na jedné z lodí však neplánovaně odjíždějí i tři nezbední princové, zoufalý král Fergus vesluje za nimi v pramici po jezeře. Matka královna Elinor s dcerou princeznou Meridou se společně projíždějí lesem na koni kolem horského jezera ve vzájemné lásce, úctě i porozumění. Po titulcích dorazí i objednávka řezbářských produktů.

## Poznámka
Dějový motiv proměny člověka v medvěda a naopak je v tomto filmu velmi podobný disneyovskému snímku Medvědí bratři z roku 2003.